# Первомайский район (Тамбовская область)
Первома́йский райо́н — административно-территориальная единица (район) и муниципальное образование (муниципальный район) на северо-западе Тамбовской области России.
Административный центр — посёлок городского типа Первомайский.

## География
Площадь 940 км². Граничит: с Мичуринским и Староюрьевским районами области, а также с Липецкой и Рязанской областями.

## История
В дореволюционное время территория Первомайского района входила в Козловский уезд (по г. Козлову — ныне г. Мичуринску).
В 1935 году образован как Варейкисовский район (в честь И. М. Варейкиса, советского партийного и государственного деятеля). До сентября 1937 года район назывался Варейкисовским и входил в состав Воронежской области, а с сентября 1937 года по февраль 1939 года — входил в состав Рязанской области. 11 ноября 1937 года район был переименован (в связи с арестом Варейкиса, объявленного «врагом народа») в Первомайский. С 4 февраля 1939 года район — в составе Тамбовской области.
В 1963—1966 годах Первомайский район — в составе Мичуринского района, а с 30 декабря 1966 года — вновь самостоятельный район.

## Население
| 2002    | 2009    | 2010    | 2012    | 2013    | 2014    | 2015    | 2016    | 2017    |
| ------- | ------- | ------- | ------- | ------- | ------- | ------- | ------- | ------- |
| 31 925  | ↘29 276 | ↗29 277 | ↘28 910 | ↘28 421 | ↘28 120 | ↘27 643 | ↘27 250 | ↘26 921 |
| 2018    | 2019    | 2020    | 2021    |         |         |         |         |         |
| ↘26 384 | ↘25 580 | ↘25 273 | ↘24 319 |         |         |         |         |         |

### Урбанизация
Городское население (рабочий посёлок Первомайский) составляет 43,89 % от всего населения района.

### Национальный состав
По итогам переписи населения 2020 года проживали следующие национальности (национальности менее 0,1 % и другое, см. в сноске к строке «Другие»):
| Национальность | Численность, чел. | Доля     |
| -------------- | ----------------- | -------- |
| Русские        | 23 023            | 94,67 %  |
| Курды          | 380               | 1,56 %   |
| Цыгане         | 274               | 1,13 %   |
| Таджики        | 68                | 0,28 %   |
| Азербайджанцы  | 38                | 0,16 %   |
| Украинцы       | 34                | 0,14 %   |
| Армяне         | 25                | 0,10 %   |
| Другие         | 477               | 1,96 %   |
| Итого          | 24 319            | 100,00 % |

## Административно-муниципальное устройство
Первомайский район как административно-территориальное образование включает 1 поссовет и 10 сельсоветов.
В Первомайский район как муниципальное образование со статусом муниципального района входят 11 муниципальных образований, в том числе 1 городское и 10 сельских поселений:
| №        | Муниципальное образование     | Административный центр         | Количество населённых пунктов | Население (чел.) | Площадь (км²) |
| -------- | ----------------------------- | ------------------------------ | ----------------------------- | ---------------- | ------------- |
| 1e-06    | Городское поселение:          |                                |                               |                  |               |
| 1        | Первомайский поссовет         | рабочий посёлок Первомайский   | 1                             | ↘10 674          | 7,27          |
| 1.000002 | Сельские поселения:           |                                |                               |                  |               |
| 2        | Иловай-Дмитриевский сельсовет | село Иловай-Дмитриевское       | 1                             | ↗1486            | 54,14         |
| 3        | Козьмодемьяновский сельсовет  | село Старое Козьмодемьяновское | 4                             | ↘1219            | 97,47         |
| 4        | Новоархангельский сельсовет   | село Новоархангельское         | 5                             | ↘1156            | 90,18         |
| 5        | Новоклёнский сельсовет        | село Новоклёнское              | 2                             | ↗759             | 55,68         |
| 6        | Новосеславинский сельсовет    | село Новосеславино             | 7                             | ↗1068            | 122,95        |
| 7        | Новоспасский сельсовет        | посёлок Заводской              | 6                             | ↗2573            | 58,50         |
| 8        | Староклёнский сельсовет       | село Староклёнское             | 5                             | ↘1211            | 88,37         |
| 9        | Старосеславинский сельсовет   | село Старосеславино            | 2                             | ↘1102            | 118,27        |
| 10       | Хоботовский сельсовет         | посёлок Хоботово               | 6                             | ↗2703            | 199,41        |
| 11       | Чернышевский сельсовет        | село Чернышевка                | 5                             | ↘368             | 48,47         |

## Населённые пункты
В Первомайском районе 43 населённых пункта, в том числе 1 городской (рабочий посёлок) и 42 сельских:
| №  | Населённый пункт             | Тип              | Население | Муниципальное образование     |
| -- | ---------------------------- | ---------------- | --------- | ----------------------------- |
| 1  | Анненка                      | деревня          | 1         | Новосеславинский сельсовет    |
| 2  | Бригадирское лесничество     | населённый пункт | 40        | Новоспасский сельсовет        |
| 3  | Восточный                    | посёлок          | 51        | Хоботовский сельсовет         |
| 4  | Добрый Путь                  | посёлок          | 8         | Чернышевский сельсовет        |
| 5  | Заводской                    | посёлок          | 1086      | Новоспасский сельсовет        |
| 6  | Зарядная Дубрава             | посёлок          | 0         | Новосеславинский сельсовет    |
| 7  | Змеёвка                      | село             | ↘375      | Староклёнский сельсовет       |
| 8  | Иванжитово                   | деревня          | 190       | Хоботовский сельсовет         |
| 9  | Ивано-Пущино                 | деревня          | 46        | Новоспасский сельсовет        |
| 10 | Иловай-Бригадирское          | село             | 647       | Новоспасский сельсовет        |
| 11 | Иловай-Дмитриевское          | село             | ↗1486     | Иловай-Дмитриевский сельсовет |
| 12 | Иловай-Рождественское        | село             | 594       | Хоботовский сельсовет         |
| 13 | Колбовка                     | деревня          | 143       | Новоархангельский сельсовет   |
| 14 | Лычное                       | село             | ↘76       | Чернышевский сельсовет        |
| 15 | Малый Снежеток               | село             | ↘616      | Староклёнский сельсовет       |
| 16 | Михайловка                   | посёлок          | 45        | Новосеславинский сельсовет    |
| 17 | Никольское                   | село             | 455       | Новосеславинский сельсовет    |
| 18 | Новоархангельское            | село             | ↘917      | Новоархангельский сельсовет   |
| 19 | Новобогоявленское            | село             | 454       | Новоклёнский сельсовет        |
| 20 | Новое Козьмодемьяновское     | село             | 223       | Козьмодемьяновский сельсовет  |
| 21 | Новоклёнское                 | село             | 464       | Новоклёнский сельсовет        |
| 22 | Новосеславино                | село             | ↘803      | Новосеславинский сельсовет    |
| 23 | Новоспасское                 | село             | ↗819      | Новоспасский сельсовет        |
| 24 | Новый Мир                    | посёлок          | 10        | Новоархангельский сельсовет   |
| 25 | Озёрки                       | деревня          | 22        | Староклёнский сельсовет       |
| 26 | Отделение совхоза «Снежеток» | посёлок          | 90        | Староклёнский сельсовет       |
| 27 | Парижская Коммуна            | село             | 198       | Новоархангельский сельсовет   |
| 28 | Первомайский                 | рабочий посёлок  | ↘10 674   | Первомайский поссовет         |
| 29 | Подлесный                    | посёлок          | 5         | Козьмодемьяновский сельсовет  |
| 30 | Полевой                      | посёлок          | 47        | Новосеславинский сельсовет    |
| 31 | Пруцкий                      | посёлок          | 4         | Чернышевский сельсовет        |
| 32 | Софьино                      | деревня          | 8         | Хоботовский сельсовет         |
| 33 | Старое Козьмодемьяновское    | село             | 727       | Козьмодемьяновский сельсовет  |
| 34 | Староклёнское                | село             | ↘710      | Староклёнский сельсовет       |
| 35 | Старосеславино               | село             | ↘1333     | Старосеславинский сельсовет   |
| 36 | Степанищево                  | село             | 196       | Хоботовский сельсовет         |
| 37 | Фонвизино                    | деревня          | 268       | Новоспасский сельсовет        |
| 38 | Хобот-Богоявленское          | село             | 688       | Козьмодемьяновский сельсовет  |
| 39 | Хоботец-Васильевский         | посёлок          | 0         | Новосеславинский сельсовет    |
| 40 | Хоботец-Васильевское         | село             | ↘310      | Старосеславинский сельсовет   |
| 41 | Хоботово                     | посёлок          | ↗1844     | Хоботовский сельсовет         |
| 42 | Черёмушка                    | село             | 136       | Новоархангельский сельсовет   |
| 43 | Чернышевка                   | село             | ↘371      | Чернышевский сельсовет        |

### Упразднённые населённые пункты
- В 1999 году упразднён поселок Мошкова Поляна[22].
- В 2017 году упразднён посёлок Иловайский[23].
- В 2018 году упразднён посёлок Моховое[24].

## Транспорт
- По территории района проходит федеральная автодорога Р-22 «Каспий»
- Трубопроводный транспорт представлен газопроводом «Уренгой—Ужгород».

## Достопримечательности
- Краеведческий музей.

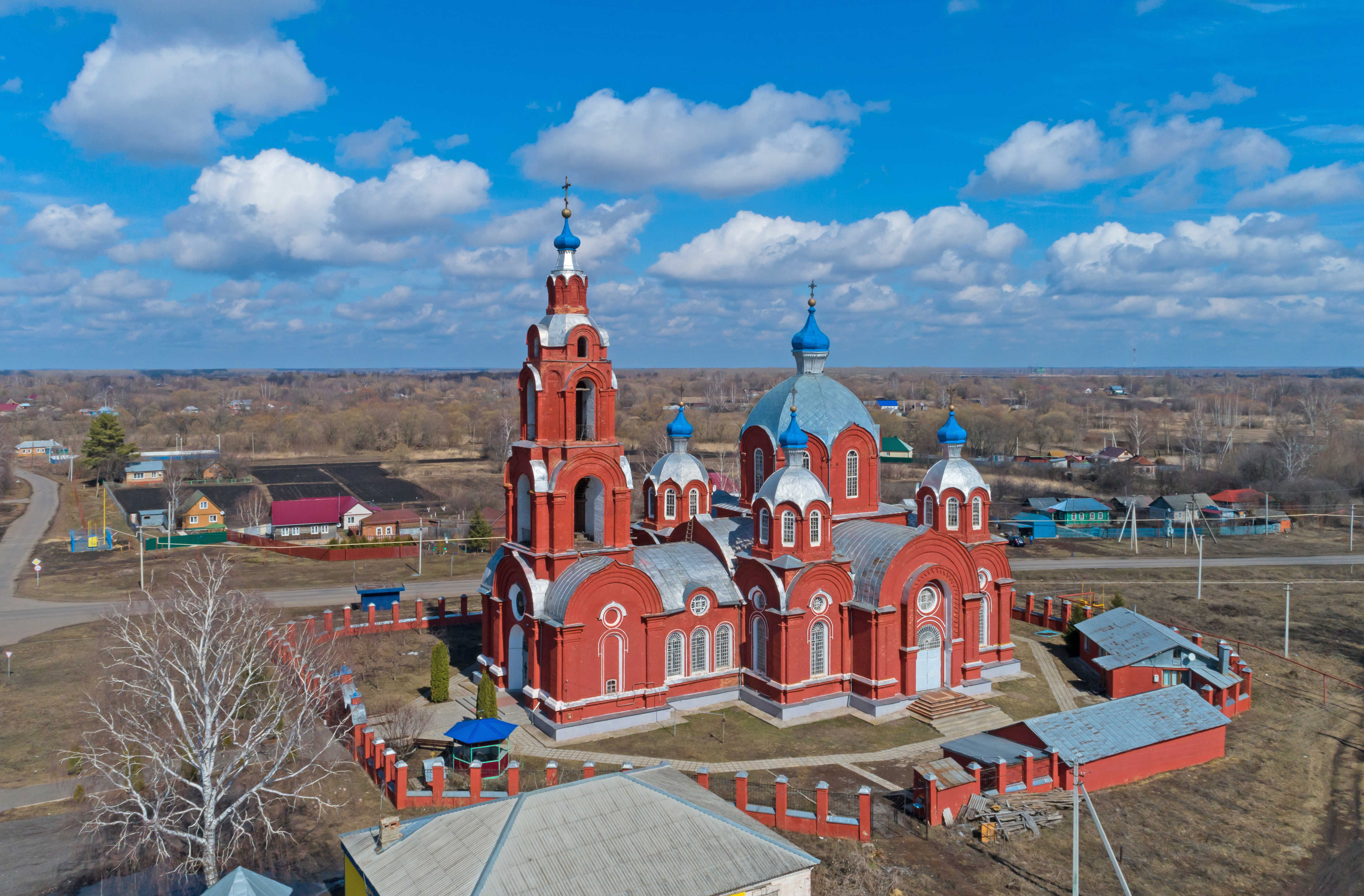
Церковь Михаила Архангела в селе Старосеславино

- Памятники погибшим воинам в годы Великой Отечественной войны.
- Памятник Тамбовскому волку на трассе Р-22.